# 甲州金
甲州金（こうしゅうきん）は、日本で初めて体系的に整備された貨幣制度、およびそれに用いられた金貨である。

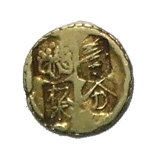
甲州一分金　背重

戦国時代に武田氏の領国甲斐国などで流通していたと言われ、江戸時代の文政年間まで鋳造されていた。近世には武田晴信（信玄）の遺制とされ、大小切税法（だいしょうぎりぜいほう）、甲州枡（こうしゅうます）と併せて甲州三法と呼ばれている。

## 戦国期の甲斐金山と甲州金
甲州金の起源は不明であるが、『甲斐国志』に拠れば戦国期に都留郡を除く国中三郡で流通していた領国貨幣で、山下・志村・野中・松木の四氏が金座役人として鋳造を行い、碁石金や露金、太鼓判、板金、蛭藻金などの形態が存在していたという。
戦国期の甲斐国・武田領国では黒川金山や湯之奥金山などの金山が存在し、採掘された金が灰吹法により精錬され製造されていたと考えられている。
初見史料は三条西実隆『実隆公記』永正3年（1506年）8月22日条で、武田氏と推定される甲斐国某が実隆から源氏物語写本を所望され、黄金5枚を支払っている。以来、信虎・晴信（信玄）・勝頼期に渡り黄金に関する史料が見られ、交換・支払手段、寺社への贈答、軍事目的などの用途で使われている。「開山国師真前奉物子母銭帳」（国文学研究資料館所蔵臨川寺文書）は天文13年（1544年）に恵林寺から京都臨川寺に上納された甲州金と考えられる記述を含む点が注目されている。

## 近世の甲州金
武田氏滅亡後の甲斐国は徳川氏、豊臣系大名時代を経て再び幕府直轄領となるが、徳川氏時代には大久保長安が金座支配と金山支配を一任され、松木五郎兵衛が金座役人に再任し、長安が佐渡島から招いた金工が甲府へ移住し鋳造が行われ、「松木」の極印が施されていたという。
甲州金は元禄9年（1696年）に一時通用停止されるが、武田氏時代から近世初頭に鋳造されていた甲州金は古甲金と呼ばれ、以後の新甲金と区別される。
近世の甲州金は、慶長13年（1608年）から翌慶長14年(1609年）にかけて、武田氏時代の金座役人四氏のうち松木氏が独占的に鋳造を行い、形態や品位が多様であった規格も統一される改革が行われているが、これは慶長6年（1602年）に慶長小判が鋳造されていることから、幕府による全国的な金貨に対する鋳造・流通の統制策を反映していると考えられている。
江戸時代には川柳においても甲州金が詠まれ、「打栗のなりも甲州金のやう」「甲州のかしかり丸くすます也」など、甲州銘菓の「打ち栗」や丸形の金貨として認識されている。
幕府は文政から天保・安永・万延年間にかけて金貨の改鋳を相次いで行い、金位・量目ともに低下した。このため、甲州金の両替相場は小判に対して高騰し、市場に流通する量は少なくなった。一方、甲州金固有の「小金」と呼ばれた少額金貨である弐朱判・壱朱判は名目金貨として大量に吹き立てられ、全国的に流通した。文久元年（1861年）には甲州金の四倍通用令が出され、甲州金が一挙に二万両余り引き換えられたという。
1871年（明治4年）の新貨条例施行ではすでに甲州金に関する例外的な措置は見られず、同年11月13日には甲州金は正式に廃止された。

## 制度としての甲州金
戦国期には、各地の大名が金貨を鋳造したが、それらは重さで価値を計る秤量貨幣であった。それに対して甲州金は、金貨に打刻された額面で価値が決まる計数貨幣である。
甲州金で用いられた貨幣の単位は以下の通りで、4進法・2進法が採用されていた。
- 両（りょう）
- 分（ぶ、1/4両）
- 朱（しゅ、1/4分）
- 朱中（しゅなか、1/2朱）
- 糸目（いとめ、1/2朱中）
- 小糸目(こいとめ、1/2糸目）
- 小糸目中(こいとめなか、1/2小糸目）

この体系のうち、両・分・朱は江戸幕府に引き継がれる。
「金に糸目をつけない」の糸目とは、この甲州金の通貨単位に由来する。すなわち僅かなお金は気に留めないということである。（通常は、「糸目」とは、凧につける糸のことであり、それを付けないとは、凧の動きを制限しないように、物事に制限をしないことをいうと説明される。）
額面は重量に比例するように打刻され、一両（露一両金・駒一両金）・一分金・二朱金・一朱金・朱中金・糸目金など切りの良い単位だけでなく、古甲金では二分一朱金（1/2＋1/16＝9/16両）・一分朱中糸目金（1/4＋1/32＋1/64＝19/64両）など中途半端な値をそのまま打刻したものもあった。

## 金貨としての甲州金
甲州金は、武田氏の作った地方通貨であったが、江戸時代になってからも文政年間まで甲府の金座で鋳造されていた。
このため、おおよそ江戸時代以前に鋳造されたものを古甲金と呼び、それ以後のものは新甲金と呼んで区別する。
鋳造された金貨の種類は
- 露一両（つゆいちりょう）
- 駒一両（こまいちりょう）
- 甲安金（こうやすきん）
- 甲重金（こうしげきん）
- 甲定金（こうさだきん）
- 甲安今吹金（こうやすいまぶききん）

などがある
文化7年（1810年）には幕臣の近藤重蔵（守重、正斎）が『金銀図録』を著し、甲州金や越後国で算出された金貨・銀貨543品を図版で紹介している。

## 『甲陽軍鑑』における金
江戸時代初期に成立した『甲陽軍鑑』においては金に関する記述が散見され、貨幣として使用されている金や金子、金銀、碁石金（ごいし金）などの用法が見られる。戦国期の武田氏に関係する一次資料においては「黄金」がもっとも多く使用されているが、『軍鑑』においては一切見られないことを特徴とする。
「碁石金」は巻16、巻18において合戦における褒美として与えられた二例が記され、巻16では信玄が陣中で軍功にあったものに与える褒美として証文や刀脇差、羽織などとともに碁石金を挙げている。また、巻18では元亀元年（1570年）頃に推定される伊豆における合戦において、三河浪人河原村伝兵衛に対し信玄自ら三すくいの碁石金を与えたとする逸話を記している。
「金子」は巻8における逸話に記される。山県昌景の同心であった伊勢牢人の「北地」が領地替えを望むが同輩の「大場」による不正のため聞き届けられずに自害した。これを知った信玄が大場を成敗し、北地の葬儀を行った青白寺（山梨市の清白寺か）に使者を遣わし供養のため金子20両を収めたという。年代は不明であるが、武田氏が領国内において金を使用する永禄8年（1565年）以降であると考えられている。寺社に対する祈祷や供養のための金の使用は文書においても確認されるが、この逸話における20両という金額は多額であるため、疑問視されている。
巻9では信玄と山本勘助の対話において金子が登場し、道具を購入するための交換手段として機能した金の使用事例が確認される。年代は不明であるが、山本勘助の死亡時期や交換手段としての金の使用事例から永禄4年（1561年）以前・1570年前後と推定される。
巻18では金の貸借に関する逸話が記され、甲府三日市場の「しほ屋弾左衛門」が尊躰寺脇坊の僧「ほうじゅん」から金子を借りていたが返済しなかったため、ほうじゅんが弾左衛門の下女を奪い、訴訟が発生したという。甲斐における金の借入は文書上からは元亀3年（1572年）12月に僧願念が武士である末木家重から10両の黄金を借り入れた事例が確認され、巻18における逸話の年代は不明であるが、同時期のことであったと考えられている。
巻20では勝頼期の天正6年（1578年）3月に発生した越後上杉家における御館の乱・甲越同盟の締結に際した上杉景勝から勝頼・勝頼側近の長坂光堅・跡部勝資に対する金子の贈答が記され、勝頼には一万両、長坂・跡部には二千両の金子が贈られたという。甲越同盟における景勝方からの黄金の贈答は文書の上からも確認され、金額や長坂・跡部に対する賄賂の実否に関しては議論があるが、甲越間の婚姻同盟に際しては実際に多額の黄金の贈答があったと考えられている。
「金銀」は巻5、巻15、巻17などに記され、金銀が恩賞、蓄財、礼儀などの使用事例が確認され、文書における使用事例と符合することが指摘される。
これらの事例から『甲陽軍鑑』における金の使用事例はおおむね文書におけるそれと符合するが、年代や金額については検討を要することが指摘される（海老沼（2013）、p.45（56）。年代に関しては山本勘助や北条早雲（伊勢宗瑞）など貨幣としての金が普及する以前の時期の逸話として記されるものもあるが、総じて武田領国において金が交換手段として使用されはじめた1570年代前後の事例が多いことが指摘される。

## 研究史
甲州金に関しては小葉田淳が1938年に『改訂増補日本貨幣流通史』において貨幣史の観点から検討を行い、以来論考を重ねている。
ほか、赤岡重樹、斎藤廣宣、入江芳之助、小山田了三、今西嘉寿和、飯田文彌、西脇康、平山優らも専論を展開している。
甲州金の研究は元禄・近世後期の展開過程を対象としていたが、2005年・2006年に平山優は戦国・近世初頭の甲州金について検討を行い、江戸幕府による貨幣統制政策のなかで甲州金を論じた。